# Petersham, New South Wales
Petersham este o suburbie în Sydney, Australia.